# Salman Rushdie-affären
Salman Rushdie-affären (ibland Rushdiekonflikten) var en kontrovers som uppstod i Svenska Akademien i samband med de iranska mullornas dödsdom mot författaren Salman Rushdie. 
En minoritet av ledamöterna ville att Svenska Akademien skulle ställa sig bakom en appell till den svenska regeringen att ingripa i Rushdiefrågan. Med hänvisning till en av Akademiens gamla principer att inte göra uttalanden av politisk natur, gjordes detta inte. I protest mot det uteblivna uttalandet slutade Kerstin Ekman och Lars Gyllensten att delta i Akademiens arbete i mars 1989. Vid tiden för Rushdiekonflikten var det ännu inte möjligt för ledamöter att begära utträde ur Akademien eller att anses ha utträtt på grund av lågt deltagande; denna möjlighet tillfogades Akademiens stadgar år 2018. (Även Werner Aspenström lämnade Akademiens arbete några månader senare, dock enligt egen utsago av personliga skäl.) Akademien gjorde dock ett allmänt hållet uttalande mot förföljelser av det fria ordet, och de flesta av ledamöterna skrev enskilt på det internationella uppropet till stöd för författaren. Salman Rushdie inbjöds även vid ett senare tillfälle att besöka Akademien.
I en intervju med Dagens Nyheter 2009 uppgav Akademiens ständige sekreterare Peter Englund (som inte var ledamot under tiden för Rushdiekonflikten) att Ekmans och Gyllenstens avgång var orsakad av flera motsättningar, bland annat gällande Akademiens fastighetsförvaltning, och att Rushdiekonflikten bara var själva kulmen.
Som svar på detta skrev Kerstin Ekman att Lars Gyllensten förvisso föreslagit att Akademien skulle sälja restaurangen Den gyldene freden och fått nej av majoriteten, men att detta inte låg bakom hennes avgång. Ekman anser också att det var uppmärksamheten som väcktes kring frågan som fick Akademien att ändå agera.
Ett nytt ställningstagande gjordes av Akademien genom ett uttalande i Dagens Nyheter den 24 mars 2016 i vilket Akademien protesterar mot att dödsdomen över Salman Rushdie kvarstår och mot att statligt styrda medier tillåts underblåsa våld mot en författare.